# Gobius vittatus
Gobius vittatus — вид риб з родини бичкових (Gobiidae). Демерсальна, субтропічна морська риба, її довжина сягає 5,8 см. Живе на глибинах 15-85 м, зазвичай 15-50 м, в Середземному морі.